# Juridisk person
Juridisk person er et juridisk udtryk, der betegner en sammenslutning af fysiske personer. Kollektivt har disse fysiske personer egen retskapacitet på samme måde som et enkelt menneske (fysisk person). Det er karakteristisk for den juridiske person, at de enkelte personer, der måtte have indskudt formuen ikke hver især kan anses som ejere af de rettigheder og pligter, som er knyttet til den.
En juridisk person kan være staten, en kommune, visse firmaer, foreninger og stiftelser, et dødsbo eller et konkursbo. Et andet eksempel på en juridisk person er Den Europæiske Union, jf. TEU, artikel 47.